# Барателиа (род)
Барателиа (абх. Бараҭелиа) — древний абхазский род, чьи предки были абхазскими, абазинскими и грузинскими князьями.

## История
Род Барателиа восходит к древнему роду Гечба, который был одним из влиятельных владетелей абхазских (садзских) земель. Существуют различные вариации фамилии Гечба — Геч, Гачба, Кяч, Кеч, Кечба, Гочиани. В дальнейшем от фамилии Гечба произошли такие фамилии, как Качиба, Качибадзе, в том числе и абазинские князья Кячевы.
Земли рода Гечба простирались вдоль побережья Черного моря, от реки Лапста до реки Мзымта, включая также внутренние горные районы. Это была обширная территория, охватывающая как прибрежные, так и горные области Абхазии. Название современного абхазского поселка Гечрипш происходит от имени этого рода.
Османский путешественник середины XVII века Эвлия Челеби, перечисляя свободные княжеские владетельства абхазов, описывает и приморское поместье Кеч. «У них подобная райским садам плодородная область, состоящая из 70 сел, есть вооруженных ружьями около двух тысяч воинов и один бей». Далее путешественник замечает, что всего у Гечбовых «десять тысяч воинов и большинство их — конные».
В 1864 году, после завершения Кавказской войны, все представители княжеского рода Гечба были вынуждены покинуть Абхазское княжество и переселиться в пределы Османской империи вместе со своими вассалами-дворянами и крестьянами.
В XV веке Барат Качибадзе, занимал должность казначея при дворе грузинского царя Александра I в Картли. Его сыновья, Иван и Амилхабар, приняли фамилию Бараташвили, что в переводе с грузинского означает «дети Барата». Имя «Барат» переводится как «новолуние». Вскоре семья Бараташвили стала одной из крупнейших феодальных династий, обладая обширными владениями в Орблет-Самшвильде. В 1526 году они были возведены в княжеское достоинство царем Симеоном I.
Поместья Бараташвили, известные как Сабаратиано, включали сотни деревень с 2500-3000 крестьянских хозяйств и около 250-300 дворянских вассалов в Нижней Картли. У них были замки в Самшвилде , Дманиси , Дарбашала, Тбиси и Энагети
Потомки рода Гечба, принявшие фамилию Барателиа, вернулись в Абхазию в начале XIX века и обосновались в деревне Тамыш Очамчирского района. Род Бараташвили имеет различные региональные вариации фамилии: в Российской империи он был известен как Баратовы и Баратаевы, в Мегрелии — Баратели и Барателия, а в Армении — как Баратян.

## Представители рода Качибадзе-Бараташвили
- Гечба Решид — князь из Гечрипша, в его доме воспитывался князь Александр Чачба.
- Баратаев Пётр Михайлович, (1734—1789) — князь, российский военный и государственный деятель;
- Баратаев Семён Михайлович, (1745—1798) — князь, генерал-майор, Казанский генерал-губернатор;
- Баратаев Михаил Петрович, (1784—1856) — князь, генерал, предводитель дворянства Симбирской губернии. Нумизмат;
- Бараташвили Николай Мелитинович, (1817—1845) — выдающийся грузинский поэт.

## Предстваители фамилии Барателиа
- Барателиа Нури Тарасович (Тахуцович), (05.05.1912 — 19.04.2000) — абхазский писатель, прозаик. Член Союза писателей СССР и Союза писателей Абхазии.
- Барателия Аслан Юрьевич, (род. 28.09.1960) — возглавлял администрацию Гулрыпшского района с 2014 по 2023 гг.
- Барателиа Беслан Владиславович, (род. 11.01.1977) — председатель Национального Банка Республики Абхазия с 2014 г.

## Сатавадо Бараташвили
Бараташвили владели Гачианским и Гардабанским эриставствами. Род Бараташвили был могущественным и многочисленным. Глава этого рода имел резиденцию в Самшвилде, а младшие члены рода имели свои уделы. С течением времени эти уделы превратились в самостоятельные сатавадо. В результате этого на территории Сабаратиано сложились следующие сатавадо:
1. Сагосташабишвило, 2. Сагерманозишвило, 3. Сазурабишвило, 4. Саабашишвило, 5. Сапалаванхосрошвило, 6. Сакавтаришвило, 7. Саиаралишвило, 8. Саиотамишвило, 9. Сабараташвило, 10. Сакапланишвило.

## Вассалы
Дворянские роды-вассалы рода Гечба:
1. Цишба, 2. Микелба, 3. Аканцба, 4. Багба.

## Герб
Герб семьи Бараташвили включает следующие четыре элемента:
1. Флаг: Символизирует национальную гордость и преданность родине.
2. Меч, лук и стрелы: Меч олицетворяет силу, честь и воинскую доблесть. Лук и стрелы указывают на стратегическое мышление и готовность к защите.
3. Два льва и столб: Львы символизируют мужество, силу и благородство. Столб, за который они держатся, указывает на единство и поддержку внутри семьи.
4. Крепость: Символизирует защиту и безопасность. Безуспешная атака на крепость подчеркивает стойкость и неприступность рода Бараташвили.

## Тамги
Тамги рода Качибадзе-Бараташвили.

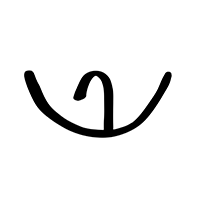
1
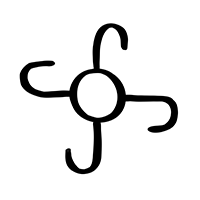
2

## Топонимика
- поселок Гечрипш в Гагрском районе Абхазии
- улица Гечба в Гагре
- Улица и мост Бараташвили в Тбилиси
- Переулок Бараташвили в Сочи